# Ron Jeremy
Ron Jeremy, pseudonimo di Ronald Jeremy Hyatt (New York, 12 marzo 1953), è un attore pornografico statunitense.

## Biografia
Nacque nel Queens, borough di New York, da una famiglia ebraica appartenente alla medio-borghesia newyorchese. Suo padre, Arnold Hyatt, era un fisico, mentre sua madre era una curatrice di progetti editoriali, che in passato prestò servizio presso l'Office of Strategic Services durante la seconda guerra mondiale in virtù della sua ottima conoscenza del tedesco e del francese; un suo zio fu invece un gangster, membro di una banda che in passato aveva avuto legami anche con il gangster ebreo Bugsy Siegel.
Frequentò la Cardozo High School a Bayside (nel Queens), scuola che precedentemente era stata frequentata anche dall'ex direttore della CIA George Tenet e dall'attore Reginald VelJohnson. Dopo il diploma lavorò saltuariamente come supplente di educazione fisica prima di esordire nel mondo della pornografia nel 1979.

## Carriera
Per sua stessa definizione è «basso, grasso e peloso», caratteristiche che gli hanno fruttato il soprannome de "Il porcospino" (The Hedgehog). In conseguenza di ciò non poteva che rappresentare un elemento a sé nel cinema a luci rosse: degno di nota è infatti il fatto che mentre la maggior parte degli attori porno puntava su un esagerato machismo, esaltato da fisici statuari e addominali scolpiti, Jeremy interpretò sempre ruoli da simpaticone e che certo rendevano decisamente più facile da parte del pubblico l'autoidentificazione in lui.
È stato votato come il migliore attore porno di sempre nel 2003 in una classifica estesa anche ad attrici femminili: al raggiungimento di tale risultato hanno contribuito le dimensioni del suo pene, di 25 centimetri di lunghezza (da cui deriva un altro soprannome, «uomo baobab»), nonché la sua capacità di esercitare l'autofellatio, come testimoniato da alcuni film all'inizio della sua carriera.
Jeremy è noto anche per aver partecipato ad alcuni film cinematografici (in prevalenza prodotti dalla celebre Troma) e video musicali tra cui il più famoso Sexy and I Know It degli LMFAO. Si è spesso fatto notare per il suo umorismo, che lo ha indotto a esibirsi occasionalmente in spettacoli cabarettistici e che gli è valso un altro dei suoi soprannomi, quello di «Giullare».
Jeremy ha concesso i diritti del suo nome alla Rj Mobile, che offriva contenuti per adulti nel Regno Unito e nei Paesi Bassi, pur nello scetticismo sul successo di simili iniziative, non credendo che il porno tascabile avrebbe ottenuto i favori del mercato. Nel cinema tradizionale ha avuto anche il ruolo di consulente tecnico per le scene di rapporti sessuali nei film 9 settimane e ½ e Boogie Nights - L'altra Hollywood. Ha inoltre lanciato altri attori porno, tra cui John Wayne Bobbitt, famoso per il caso Bobbitt che vide la moglie (Lorena Leonor Gallo) tagliare parte del pene di Bobbitt con un coltello da cucina.
Nel 2013 è apparso nel corso di una puntata del programma televisivo Sepolti in casa in qualità di amico di una delle assistite.

## Vicende giudiziarie

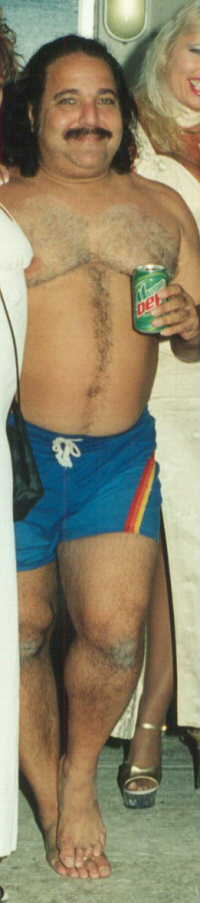
Ron Jeremy

Nel 2020 Ron Jeremy è arrestato in seguito a venti accuse di abusi sessuali e stupro. Negli anni precedenti oltre una dozzina di donne lo avevano già accusato pubblicamente di abusi sessuali. Molte di queste accuse si riferivano a partecipazioni dell'attore a convention di fan, sostenendo che Jeremy avesse molestato le hostess ed alcune partecipanti. Nell'ottobre 2017 gli organizzatori di Exxxotica bandirono Ron Jeremy da ogni loro show dopo una campagna sui social media indetta dalla webcam model Ginger Banks. A causa delle accuse, la Free Speech Coalition, un gruppo commerciale del settore dell'hard, ritirò a Jeremy il premio Positive Image Award, che gli aveva assegnato nel 2009.
Nel giugno 2020 Jeremy venne formalmente indagato con quattro imputazioni per stupro e molestie sessuali dall'ufficio del procuratore distrettuale della contea di Los Angeles. Fu accusato di avere violentato una ragazza di 25 anni in una casa situata a West Hollywood nel maggio 2014. Presumibilmente egli aggredì sessualmente altre due donne, di 33 e 46 anni d'età, in due occasioni separate in un bar di Hollywood nel 2017, ed è accusato di aver violentato una donna di 30 anni nello stesso bar nel luglio 2019. Il proprietario della Golden Artists Entertainment, Dante Rusciolelli, annunciò di avere espulso Jeremy dalla sua clientela a seguito delle accuse. Il 27 giugno Jeremy si dichiarò estraneo a tutte le accuse, proclamandosi innocente. Jeremy postò la sua risposta alle accuse su Twitter scrivendo: "Sono innocente da tutte le accuse. Non vedo l'ora di provare la mia innocenza in tribunale! Grazie a tutti per tutto il supporto."
Tre giorni dopo le accuse iniziali, i pubblici ministeri affermarono di aver ricevuto altre 25 denunce di molestie che coinvolgevano Jeremy, 13 delle quali si erano verificate nella contea di Los Angeles. Da allora, altre sei donne che hanno lavorato nell'industria dell'intrattenimento per adulti si sono fatte avanti affermando che Jeremy le aveva violentate o abusate. Nel luglio 2020 un funzionario delle forze dell'ordine ha confermato che il Dipartimento dello sceriffo della contea di Los Angeles aveva ricevuto 30 nuove accuse di violenza carnale e molestie sessuali rivolte a Jeremy per incidenti occorsi nella zona di Los Angeles sin dal 2000.
Il 31 agosto 2020 l'ufficio del procuratore di Los Angeles emise ulteriori 20 imputazioni che includevano accuse di stupro, molestie sessuali, sodomia, e penetrazione forzata con oggetti estranei, nei confronti di Jeremy. Le accuse coinvolgono 12 donne differenti di età compresa tra i 15 e i 54 anni per episodi accaduti dal 2004 al 2020. Una donna accusò Jeremy di averla aggredita sessualmente nel corso di una festa svoltasi a Santa Clarita, California, nel giugno 2004 quando lei aveva 15 anni. L'episodio più recente sarebbe accaduto il 1º gennaio 2020, quando una ragazza ventunenne asserisce che Ron Jeremy l'avrebbe molestata sessualmente al di fuori di un'azienda ad Hollywood. Altre sei donne accusarono Jeremy di averle aggredite sessualmente all'interno di una locale a West Hollywood da lui frequentato, e un'altra donna dichiarò di essere stata violentata nel parcheggio dello stesso bar. Jeremy, che originariamente aveva una cauzione fissata in 6,6 milioni di dollari quando era stato incriminato per la prima volta in giugno, è stato in seguito posto in custodia presso il Twin Towers Correctional Facility. Il 25 agosto 2021 Jeremy è stato incriminato per un totale di 30 accuse di abuso sessuale che hanno coinvolto 21 donne.
Nel novembre del 2021 è stato trasmesso un documentario della BBC che parla delle accuse mosse a Ron Jeremy, con interviste ad alcune delle sue presunte vittime, tra cui Ginger Banks e Tana Lee.
A gennaio del 2023, il tribunale recepisce le relazioni dei periti psichiatrici dell'accusa e della difesa di Ron Jeremy che concordano nel definirlo affetto da demenza e lo dichiara quindi non processabile: il processo, dato il suo stato di salute, non può nemmeno cominciare, perché una sua eventuale dichiarazione di colpevolezza non sarebbe comunque ritenuta valida.

## Filmografia

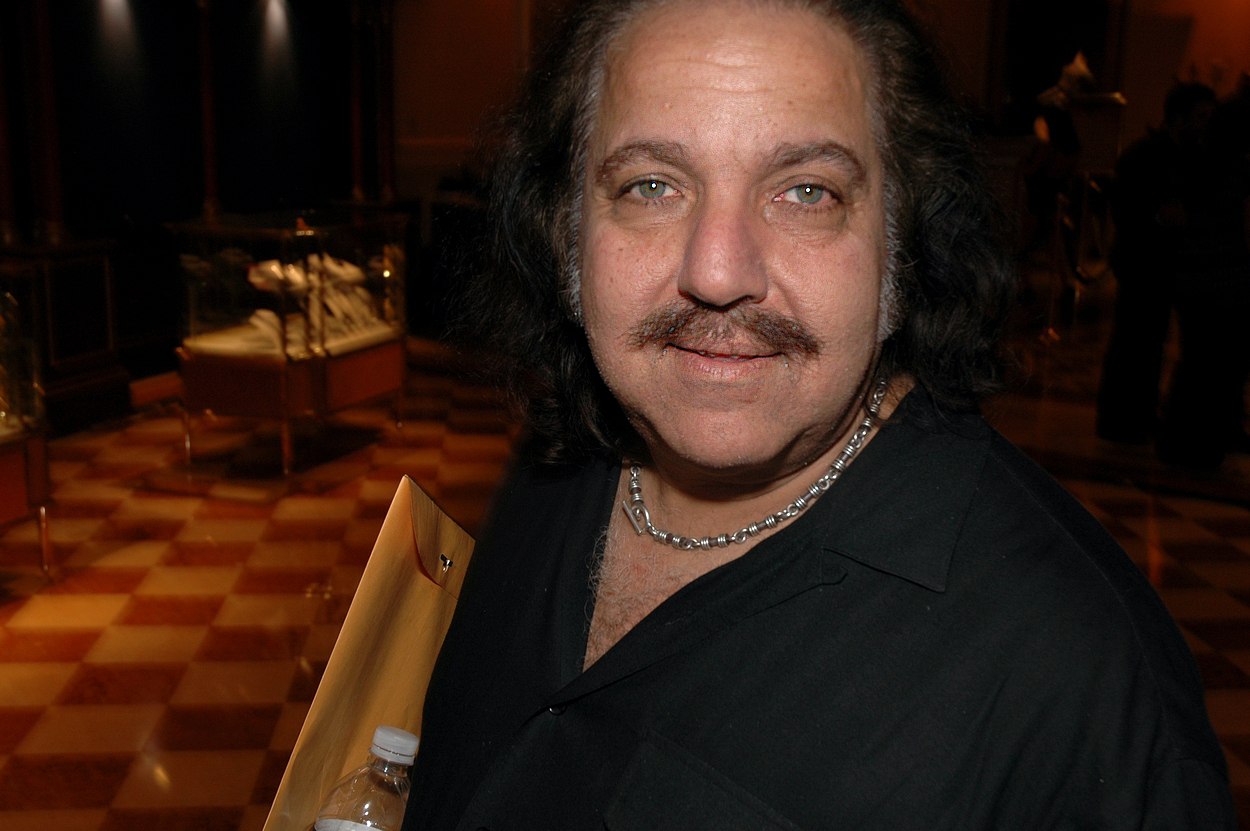
Jeremy nel 2008

### Filmografia tradizionale parziale

#### Cinema
- Il film più pazzo del mondo (Can I Do It... 'Til I Need Glasses?), regia di I. Robert Levy (1977)
- Ragazze petto in fuori (C.O.D.), regia di Chuck Vincent e Sigi Krämer (1981)
- 52 - Gioca o muori (52 Pick-Up), regia di John Frankenheimer (1986)
- Dead Bang - A colpo sicuro (Dead Bang), regia di John Frankenheimer (1989)
- Voglia di vacanze (Lauderdale), regia di Bill Milling (1989)
- Caged Fury, regia di Bill Milling (1990)
- Sesso e fuga con l'ostaggio (The Chase), regia di Adam Rifkin (1994)
- Class of Nuke 'Em High 3: The Good, the Bad and the Subhumanoid, regia di Eric Louzil (1994)
- Killing Zoe, regia di Roger Avary (1994)
- Tromeo and Juliet, regia di Lloyd Kaufman e James Gunn (1997)
- Orgazmo, regia di Trey Parker (1997)
- Terror Firmer, regia di Lloyd Kaufman (1998)
- The Boondock Saints - Giustizia finale (The Boondock Saints), regia di Troy Duffy (1999)
- Detroit Rock City, regia di Adam Rifkin (1999)
- Live Virgin (American Virgin), regia di Jean-Pierre Marois (1999)
- Trappola criminale (Reindeer Games), regia di John Frankenheimer (2000)
- Citizen Toxie: The Toxic Avenger IV, regia di Lloyd Kaufman (2000)
- Alex in Wonder, regia di Drew Ann Rosenberg (2001)
- Fast Sofa, regia di Salomé Breziner (2001)
- Lotta di potere - Hitters, regia di Eric Weston (2002)
- Le regole dell'attrazione (The Rules of Attraction), regia di Roger Avary (2002)
- Paris, regia di Ramin Niami (2003)
- Zombiegeddon, regia di Chris Watson (2003)
- Parts of the Family, regia di Léon Paul De Bruyn (2003)
- Tales from the Crapper, regia di Gabriel Friedman, Chad Ferrin, David Paiko, Brian Spitz & Lloyd Kaufman (2004)
- The Nickel Children, regia di Glenn Klinker (2005)
- Dead Meat, regia di Philip Cruz (2005)
- Charlie's Death Wish, regia di Jeff Leroy (2005)
- Frankenstein vs. the Creature from Blood Cove, regia di William Winckler (2005)
- Slaughter Party, regia di Fred Rosenberg (2006)
- Alias: The Roughest Cut, regia di Joe Sajetowski (2006)
- Curse of Pirate Death, regia di Dennis Divine (2006)
- Bigfoot at Holler Creek Canyon, regia di John Poague (2006)
- Poultrygeist: Night of the Chicken Dead, regia di Lloyd Kaufman (2006)
- Loaded, regia di Ryan Parrott (2007)
- Finishing the Game: The Search for a New Bruce Lee, regia di Justin Lin (2007)
- Crazy Animal, regia di John Birmingham (2007)
- One-Eyed Monster, regia di Adam Fields (2008)
- Stone & Ed, regia di Adam Meyerowitz (2008)
- Homo Erectus, regia di Adam Rifkin (2008)
- Hollywood - Un sogno a luci rosse (Finding Bliss), regia di Julie Davis (2009)
- Tales from the Catholic Church of Elvis!, regia di Mercy Malick & Michael Traynor (2009)
- Crank: High Voltage, regia di Mark Neveldine & Brian Taylor (2009)
- Blood Moon Rising, regia di Brian Skiba (2009)
- I Am Virgin, regia di Sean Skelding (2010)
- Detention - Terrore al liceo (Detention), regia di Joseph Kahn (2011)
- Bloody Bloody Bible Camp, regia di Vito Trabucco (2012)
- Skum Rocks!, regia di Clay Westervelt (2013)
- Anselmi - nuori ihmissusi, regia di Matti Pekkanen & Sami Palolampi (2014)
- Jersey Shore Massacre, regia di Paul Tarnopol (2014)
- Biff Wellington, regia di Vincent Valentino (2015)
- Trial of Passion, regia di Mark Savage (2016)
- Return to Return to Nuke' Em High Aka Vol. 2, regia di Lloyd Kaufman (2017)
- Abnormal Attraction, regia di Michael Leavy (2018)
- Fury of the Fist and the Golden Fleece, regia di Alexander Wraith (2018)
- Sunset Society, regia di Phoebe Dollar & Rolfe Kanefsky (2018)
- Japanese Borscht, regia di Eric Spade Rivas (2019)
- Speed Dragon, regia di Dan Frank (2019)
- The Rainbow, regia di Zak Knutson (2019)
- Bad ass babes, regia di Andrew Thatcher (2019)
- Bikini Valley Car Wash, regia di Jordan F. Ganhma (2020)
- Cut and Chop, regia di Drew Hale (2020)
- Beverly Hills Bandits, regia di Vitaliy Versace & Josh Menning (2020)
- Dale Archdale, regia di Tyler Wirtanen (2020)
- Shakespeare's Sh*tstorm, regia di Lloyd Kaufman (2020)
- Killer Raccoons 2: Dark Christmas in the Dark, regia di Travis Irvine (2020)
- Abaddon, regia di Blake Fitzpatrick (2021)
- Sleaze Please: The World of Bill Margold, regia di Gregory Hatanaka  (2024)

#### Televisione
- Mr. Stitch - film TV (1996)
- George Wallace - film TV (1997)
- Nash Bridges (episodio: "El Diablo" ) - serie TV (2000)
- Just Shoot Me! (episodio: "The Proposal: Part 2") - serie TV (2001)
- Pizza (episodio: "Sexpo Pizza") - serie TV (2003)
- Alley Dogs, regia di James Connelly - film TV (2005)
- The House Webshow (episodio "P Is for Porno") - serie TV (2006-2007)
- Canoga Park (episodio: "The Fashion Show/Haute Cooter") - serie TV (2007)
- High Heels, Low Standards (episodio: "My Two Daddies") - serie TV (2013)
- Sepolti in casa (Hoarding: Buried Alive) (episodio: "One Is Good, Two Is Better") - serie TV (2013)
- The Dr. Susan Block Show (episodi: "RubberNecro and the Mormons", "50 Shades of Green in the Church of the Bonobo Way") - talk show (2009-2014)
- Why Not Weiss (episodio: "Nursing Homeless") - serie TV (2016)
- Hollywood or Bust - serie TV (2016)
- Ismo (episodio: "Ilmaiset hampurilaiset") - serie TV (2016)
- Studio City Kings (episodi: "Nice Teeth", "Koziak's Hand") - serie TV (2020)

### Filmografia pornografica parziale

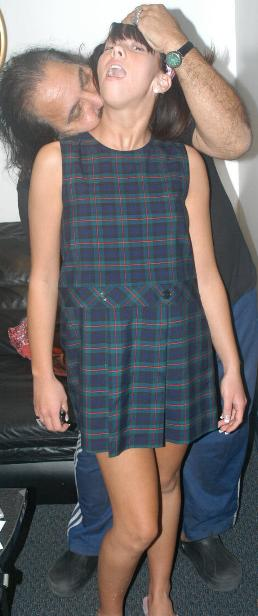
Paulina James e Ron Jeremy sul set di Not the Bradys XXX: Bradys Meet the Partridge Family (2010)

- Incontri proibiti (Mystique), regia di Roberta Findlay (1979)
- The Tale of Tiffany Lust, regia di Radley Metzger (1979)
- La grande bocca di Odette (Bon Appétit), regia di Chuck Vincent (1980)
- Gran baldoria la vita... quando i vizi sono bagnati (That Lucky Stiff), regia di Chuck Vincent (1980)
- Inside Seka, regia di Seka e Ken Yontz (1980)
- Debbie Does Dallas Part II, regia di Jim Buckley (1981)
- Pandora... il sapore della carne (Pandora's Mirror), regia di Shaun Costello (1981)
- Sui marciapiedi di New York (Amanda by Night), regia di Gary Graver (1981)
- Deep Inside Annie Sprinkle, regia di Annie Sprinkle (1981)
- Roommates, regia di Chuck Vincent (1981)
- Wanda Whips Wall Street, regia di Larry Revene (1982)
- Fantasie erotiche di Gerard Damiano (Consenting Adults), regia di Gerard Damiano (1982)
- Grida di piacere (Expose Me Now), regia di Joe Sherman (1982)
- The Devil in Miss Jones Part II, regia di Henri Pachard (1982)
- L'angelo del sesso (Heaven's Touch), regia di Shaun Costello (1983)
- Amore top secret (When She Was Bad), regia di Kemal Horulu (1983)
- Forbidden Desire, regia di Lawrence T. Cole (1983)
- Alto godimento (All American Girls II: In Heat), regia di Bill Milling (1983)
- Di più sempre di più ('A Bit' Too Much Too Soon), regia di Vinnie Rossi (1983)
- A Little Bit of... Hanky Panky, regia di David I. Frazer e Svetlana (1984)
- Le infermiere dell'amore (Supergirls Do General Hospital), regia di Henri Pachard (1984)
- Kinky Business, regia di Jonathan Ross (1984) - non accreditato
- I Want It All!, regia di Michael Carpenter (1984)
- Tentazioni carnali (Bodacious Ta' Ta's), regia di Paul Vatelli (1985)
- An Unnatural Act, regia di Tim McDonald (1985)
- WPINK-TV: Its Red Hot!!, regia di Myles Kidder (1985)
- Vortice sessuale (Working Girls), regia di David DeCoteau, Bob Vosse & John Hayes (1985)
- Vizi proibiti a Dallas (Debbie Does Dallas III: [The Final Chapter]), regia di Joseph F. Robertson (1985)
- Ginger on the Rocks, regia di Michael Cates & Bruce Seven (1985)
- The South Bronx Story, regia di David Christopher (1986)
- La rossa, la bionda e l'ingorda (The Devil in Miss Jones 4: The Final Outrage), regia di Gregory Dark (1986)
- Club Ginger, regia di Bruce Seven (1986)
- Piaceri insaziabili di mogli in calore (Lilith Unleashed), regia di Henri Pachard (1987)
- Let Me Tell Ya 'Bout Fat Chicks, regia di Guillermo Brown (1987)
- Holly Does Hollywood Again (1987)
- Cosce bollenti (Pretty Peaches 2), regia di Alex de Renzy (1987)
- Blow-Off!, regia di Peter Moss (1987)
- Suzie Creamcheese, regia di Joseph W. Sarno (1988)
- I Can't Get No... Satisfaction, regia di Ron Jeremy (1988)
- Cicciolina e Moana "Mondiali", regia di Jim Reynolds (1990)
- Le donne di Mandingo, regia di Jim Reynolds e Riccardo Schicchi (1990)
- The Penetrator, regia di Sebastian (1991)
- Arabika, regia di Mario Salieri (1992)
- Le avventure erotiX di Cappuccetto Rosso, regia di Luca Damiano (1993)
- A culo nudo, regia di Riccardo Schicchi (1993)
- Debbie Does Dallas Again!, regia di Fred J. Lincoln (1994)
- Concetta Licata, regia di Mario Salieri (1994)
- Dracula, regia di Mario Salieri (1994)
- The Butt Sisters Do Las Vegas (1994)
- John Wayne Bobbitt Uncut, regia di Ron Jeremy (1994)
- All I Want for Christmas Is a Gang Bang, regia di John T. Bone (1994)
- Into the Fire, regia di Dan Silver (1994)
- La clinica delle ispezioni anali, regia di Mario Bianchi (1994)
- Le casalinghe P... gli stalloni, regia di Joe D'Amato (1994)
- Love Potion 69, regia di Nic Cramer (1994)
- Natural Born Thrillers, regia di Rob King (1994)
- Horny Henry's French Adventure, regia di Horny Henry (1994)
- The XXX Files: Lust in Space, regia di Tiffany Million (1995)
- What's the Lesbian Doing in My Pirate Movie? (1995)
- Sgt. Pecker's Lonely Hearts Club Gang Bang, regia di John T. Bone (1995)
- Svenska folkets sexvanor 7, regia di Mike Beck (1995)
- Racconti immorali di Mario Salieri, regia di Mario Salieri (1995)
- Il lupo e l'agnello (Angel Wolf), regia di Carolyn Monroe (1995)
- Yin Yang Oriental Love Bang (1996)
- Young and Anal 3, regia di Jim Powers (1996)
- Young and Anal 4, regia di Jim Powers (1996)
- Angelica - Innocenza perversa (Angélique), regia di Nicky Ranieri (1996)
- You Want to Fuck Me Where?, regia di John T. Bone (1997)
- Vampiri (Baron of Darkness), regia di Max Bellocchio (1997)
- New Wave Hookers 5, regia di Michael Ninn (1997)
- I Can't Believe I Took It Up the Ass, regia di John T. Bone (1997)
- Concetta Licata III, regia di Mario Salieri (1997)
- The Texas Dildo Masquerade, regia di Jim Powers & J.W. Gacy (1998)
- Up and Cummers 52, regia di Randy West (1998)
- Nude World Order, regia di David Christopher (1998)
- Vagina Town, regia di Marc Cushman (1999)
- Gianburrasca 3, regia di Nicky Ranieri (1999)
- The Baron of Darkness 2 (2000)
- Les vampyres, regia di James Avalon (2000)
- The Wizard of Odds, regia di Loretta Sterling (2002)
- Sodomania 42: The Juice Is Loose, regia di Patrick Collins (2003)
- Private Gold 66: Cadillac Highway, regia di Axel Braun (2004)
- Porn Stars from Mars, regia di Elizabeth Starr (2004)
- Faster Pussycat Fuck! Fuck!, regia di Elizabeth Starr (2005)
- Who Fucked Rocco?, regia di Rocco Siffredi (2005)
- Anal Princess Diaries 2, regia di Hillary Scott (2006)
- The Great American Squirt Off, regia di Ian Freedman & Eddie Powell (2006)
- Succubus XXX, regia di Colin Rowntree (2007)
- Sex Trek: Where No Man Has Cum B4, regia di Marc Cushman (2007)
- Not Bewitched XXX, regia di Will Ryder (2008)
- Not the Bradys XXX: Marcia, Marcia, Marcia!, regia di Will Ryder (2008)
- Not the Bradys XXX: Pussy Power!, regia di Will Ryder (2009)
- Ron Jeremy Fucking in Finland, regia di Jerry Ryda (2009)
- Not Three's Company XXX, regia di Will Ryder (2009)
- Not the Bradys XXX: Bradys Meet the Partridge Family, regia di Will Ryder (2010)
- Saw: A Hardcore Parody, regia di Dick Chibbles (2010)
- Official Deal or No Deal Parody, regia di Miles Long (2010)
- Alice e il Mondo Perverso (Malice in Lalaland), regia di Lew Xypher (2010)
- The Flying Pink Pig, regia di Erica McLean (2011)
- Elvis XXX: A Porn Parody, regia di Axel Braun (2011)
- Justice League of Porn Star Heroes, regia di Robert Black (2011)
- Scream XXX: A Porn Parody, regia di Bryn Pryor (2011)
- The Rocki Whore Picture Show, regia di Brad Armstrong (2011)
- This Ain't Ghostbusters XXX, regia di Axel Braun (2011)
- Taxi Driver: A XXX Parody, regia di Robert Black (2011)
- Rocky XXX: A Parody Thriller, regia di Will Ryder (2011)
- Not Airplane XXX: Cockpit Cuties, regia di Will Ryder (2011)
- Kick Azz: A Hardcore Comixxx Parody, regia di Dommy B., Ralph Long & Josh Stone (2011)
- The Graduate XXX, regia di Paul Thomas (2011)
- Breaking Bad XXX, regia di David Lord (2012)
- Pee-Wee's XXX Adventure: A Porn Parody, regia di B. Skow (2012)
- Batgirl XXX: An Extreme Comixxx Parody, regia di Robert Black (2012)
- A Christmas Orgy, regia di Mike Quasar (2012)
- Not Animal House XXX, regia di Will Ryder (2012)
- Chyna is Queen of the Ring, regia di B. Skow (2012)
- Karate Kid XXX, regia di Ralph Long (2013)
- Love Boat XXX: A Parody, regia di Will Ryder (2013)
- Grease XXX: A Parody, regia di Will Ryder (2013)
- This Ain't Supernatural XXX, regia di Will Ryder (2014)
- Barbarella XXX: An Axel Braun Parody, regia di Axel Braun (2015)
- The Cursed XXX, regia di Will Ryder (2018)

### Video musicali
Jeremy è apparso come comparsa nei seguenti video musicali:
- Amour (C'mon) dei Porn Kings (1997)
- No tengo dinero dei Los Umbrellos (1998)
- American Bad Ass di Kid Rock, regia di Dave Meyers (2000)
- We Are All Made of Stars di Moby, regia di Joseph Kahn (2002)
- Pest Control dei The Radioactive Chicken Heads, regia di Roy Knyrim (2007)
- Date Rape dei Sublime
- 10 Miles Wide degli Escape the Fate (2009)
- Sexy and I Know It del duo LMFAO (2011)
- The Plot to Bomb the Panhandle degli A Day to Remember
- Synthesizers di Butch Walker and the Black Widows, regia di Shane Ryan Valdez (2012)
- Drop It Like a Bomb di DJ Rhiannon, regia di Felipe Schmidt (2012)
- This Is What It Feels Like di Armin van Buuren (2013)
- Llama in My Living Room di AronChupa in collaborazione con Little Sis Nora
- Ciao Bella di Rumatera
- Wrecking Ball Parody di Bart Baker (2013) - (parodia di Wrecking Ball di Miley Cyrus)[29]
- Hyena dei The Sixth Chamber, regia di Kevin A.R. Schofield (2015)
- Big Dog dei The Beverly Chills, regia di Devi La Paz (2017)